# Diamonds (Herb Alpert)
Diamonds is de tweede single van Herb Alpert van zijn album "Keep Your Eye on Me" en bevat achtergrondvocalen van Janet Jackson en Lisa Keith.

## Informatie en muziekvideo
De single betekende een grote comeback voor Herb Alpert. Vier nummers van het album werden geproduceerd door Jimmy Jam & Terry Lewis, die hun eigen 'Minneapolis-sound' met de zijne samensmolten. In de muziekvideo is Alpert te zien in "Bucky's" nachtclub waar de dj zijn nieuwe nummer afspeelt. Het lied is een hit onder de aanwezigen en dit leidt ertoe dat Alpert en zijn band besluiten om het podium op te gaan en op te treden. In de tussentijd gaat Janet richting de club met een limousine. Jackson zelf is niet te zien in de videoclip, er werd gebruikgemaakt van een look-a-like en de schaduw die later te zien is, is dat van een kind.

## Hitlijsten
"Diamonds" was een grote hit in de Verenigde Staten en prijkte op de vijfde positie van de Billboard Hot 100. Op de R&B/Hip Hop, Hot Dance Music/Club Play en de Dance Music/Maxi-Singles Sales werd het zelfs een nummer 1-hit. In Nederland en Canada werd het eveneens een hit maar in het Verenigd Koninkrijk en Australië werd het minder goed ontvangen. De opvolger "Making Love in the Rain" zou in mindere mate een hit worden. Tevens werd in deze single gebruikgemaakt van dezelfde achtergrondvocalisten, Jackson en Keith.